# Bonner Straße (Trier)
Die Bonner Straße ist eine Straße in Trier im Stadtteil Pallien. Sie verläuft von der Gabelung der Kölner Straße nahe der Kaiser-Wilhelm-Brücke, an der auch die Bitburger Straße beginnt, bis zum Ortsrand von Biewer, wo sie in die Biewerer Straße übergeht. Ein großer Teil ist nicht bebaut. Die Bonner Straße ist Teil der B 53. Durchgängig parallel zur Straße verläuft die Trierer Weststrecke der Eisenbahn.

## Geschichte
Der Name der Straße leitet sich von der ehemaligen Bundeshauptstadt Bonn ab. Sie trägt den Namen seit 1969. Früher trug die Straße den Namen Koblenzer Straße.

## Kulturdenkmäler
In der Bonner Straße stehen insgesamt sechs Kulturdenkmäler. Die Gebäude stammen hauptsächlich aus dem 17. und 18. Jahrhundert. Außerdem ist die Straße Teil der Denkmalzone Palliener Straße 3–19 und 34–39 mit der Brücke über den Sirzenicher Bach, Mühlenweg 1–4, von der Bitburger Straße die Napoleonsbrücke, Bonner Straße 9–12, 25. Zu ihr gehören kleine Zeilenwohnhäuser, einst bewohnt von Tagelöhnern, die auf dem Hofgut, in den Sandgruben und den verschiedenen Mühlen entlang des Sirzenicher Bachs beschäftigt waren.